# Місце під сонцем
Місце під сонцем — крилатий вираз який має значення «право на існування».
За свідченням дослідників, цей вислів зустрічається вже у Б. Паскаля (1623—1662), хоч, можливо, авторство і не належить йому. Паскаль пише: «Ця собака моя, — говорили ці бідні діти, — це моє місце під сонцем: ось початок і образ захоплення всієї землі» (Pascal, Pensées, 1660, 5.295).
З іншим значенням — «право на існування» — вислів цей зустрічається у П. Беранже і О. Бальзака. Пізніше він набув політичного спрямування: боротьба за місце під сонцем означала боротьбу за перерозподіл планети (нім. Platz an der Sonne) — фраза райхсканцлера Бернгарда фон Бюлова в промові у німецькому Рейхстазі 6 грудня 1897 р., якою проголошувалися претензії Німеччини на частку в колоніальному розподілі Землі.

Ми готові піти на зустріч інтересам інших великих держав у Південній Азії, сподіваючись на те, що будуть визнані й наші власні інтереси. Одним словом: ми не хочемо виштовхати нікого в тінь, але вимагаємо місця під сонцем для себе. У Східній Індії, так само як і в Західній Індії ми боротимемося, слідуючи традиціям німецької політики, забезпечити визнання наших прав і інтересів без непотрібного антагонізму, але також без непотрібної слабкості.

Фраза стала крилатою і широко вживається не лише як характеристика квінтесенції імперіалізму, а також для характеристики будь-якого рішучого відстоювання власних, часто непомірних, інтересів, не гребуючи засобами.